# Anton McKee
Anton Sveinn McKee (nascido em 18 de dezembro de 1993 em Reiquiavique) é um nadador islandês que compete nos 400m medley individual masculino.

## Carreira:

### International Swimming League
Na primavera de 2020, Anton assinou com o Toronto Titans, o primeiro time canadense na ISL.

### Jogos Olímpicos
Nos Jogos Olímpicos de Verão de 2012, ele terminou em 31º lugar nas eliminatórias dos 400 metros medley individual masculino e não conseguiu chegar à final.
Nos Jogos Olímpicos de Verão de 2016, ele terminou em 18º lugar nas eliminatórias dos 200 metros peito masculino e não conseguiu chegar à final.
Nos Jogos Olímpicos de Verão de 2020, ele terminou em 24º lugar nas eliminatórias dos 200 metros peito masculino e não conseguiu chegar à final.
Nos Jogos Olímpicos de Verão de 2024, ele terminou em 9º lugar nas eliminatórias dos 200 metros peito masculino, qualificando-se para as semifinais. Ele terminou em 8º na segunda semifinal e não conseguiu chegar à final.

### Outras competições
Nos Jogos dos Pequenos Estados da Europa de 2015 na Islândia, Anton ganhou três medalhas de prata, nos 200 m peito, 200 m medley e como parte da equipe de 4 x 200 m livre.
Nos Jogos dos Pequenos Estados da Europa de 2013 em Luxemburgo, Anton ganhou seis medalhas de ouro nos 400 m livre, 1500 m livre, 100 m peito, 200 m peito, 200 m medley e 400 m medley. Ele também ganhou três medalhas de prata nos 200 m livre e como parte das equipes de 4 x 200 m e 4 x 100 m livre. Ele também levou para casa uma medalha de bronze desses jogos como parte da equipe de 4 x 100 m livre.